# (2891) McGetchin
(2891) McGetchin (1980 MD) – planetoida z pasa głównego asteroid okrążająca Słońce w ciągu 6,16 lat w średniej odległości 3,36 j.a. Odkryta 18 czerwca 1980 roku.